# Brenda Hillman
Brenda Hillman, née à Tucson dans l'état de l'Arizona, le 17 mars 1951 (ou selon les sources le 27 mars 1951), est une poéte, éditrice, traductrice et professeur d'université américaine. Elle a été élue chancelière de l'Academy of American Poets en 2016 et membre de l'American Academy of Arts And Sciences en 2017.

## Biographie
Après ses études secondaires, Brenda Hillman est admise au Pomona College, elle poursuit ses études universitaires à l'université d'Iowa où elle obtient son Master of Fine Arts,,. 
En 1976, elle épouse l'écrivain Leonard Michaels, ensemble ils ont une fille Louisa, puis divorcent dans les années 1980. Elle se remarie en 1995 avec le poète Robert Hass,.
Dès la parution de son premier recueil, la critique est élogieuse, notant son lyrisme ; avec la parution de Loose Sugar en 1997, elle est considérée comme une poétesse majeure sur la scène des États-Unis.
Elle dirige en 2009, une édition des œuvres poétiques d'Emily Dickinson ; avec Patricia Dienstfrey, elle dirige l'anthologie "The Grand Permission: New Writings on Poetics and Motherhood ", enfin avec Paul Ebenkamp, elle a co-édité Writing the Silences, New California Poetry.
Elle est titulaire de la chaire de poésie Olivia Filippi au St. Mary’s College de Moraga, Californie,
Elle vit à Bay Area avec son mari,.

## Œuvres

### Recueils de poèmes
- White Dress, Middletown, Connecticut, Wesleyan University Press, distribué par  Harper & Row, 1er janvier 1985, 68 p. (ISBN 9780819521217, lire en ligne),
- Fortress, Middletown, Connecticut, Wesleyan University Press, 15 juillet 1989, 80 p. (ISBN 9780819511683),
- Death Tractates, Hanover, New Hampshire, University Press of New England, 6 juillet 1992, 68 p. (ISBN 9780819512024, lire en ligne),
- Bright Existence, Hanover, New Hampshire, Wesleyan University Press, 1er octobre 1993, 116 p. (ISBN 9780819512079, lire en ligne),
- Loose Sugar, Hanover, New Hampshire, Wesleyan University Press, 21 mars 1997, 132 p. (ISBN 9780819522436, lire en ligne),
- Cascadia, Middletown, Connecticut, Wesleyan University Press, 22 octobre 2001, 92 p. (ISBN 9780819564924, lire en ligne),
- Pieces of Air in the Epic, Middletown, Connecticut, Wesleyan University Press, 26 octobre 2005, 112 p. (ISBN 9780819567871, lire en ligne),
- Practical Water, Middletown, Connecticut, Wesleyan University Press, 3 août 2009, 128 p. (ISBN 9780819569318, lire en ligne),
- Seasonal Works with Letters on Fire, Middletown, Connecticut, Wesleyan University Press, 22 août 2013, 128 p. (ISBN 9780819574145),
- Extra Hidden Life : Among the Days, Middletown, Connecticut, Wesleyan University Press, 6 février 2018, 152 p. (ISBN 9780819578051),

### Éditrice
- Brenda Hillman & Patricia Dienstfrey (dir.) (préf. Rachel Blau DuPlessis), The Grand Permission : New Writings on Poetics and Motherhood, Middletown, Connecticut, Wesleyan University Press, 8 mai 2003, 308 p. (ISBN 9780819566447, lire en ligne),
- Brenda Hillman (dir.), The Pocket Emily Dickinson, Shambhala, 30 juin 2009, 192 p. (ISBN 9781590307007),
- Brenda Hillman, Richard O. Moore & Paul Ebenkamp (dir.), Writing the Silences, coll. « New California Poetry », 2 avril 2010, 136 p. (ISBN 9780520262430),

### Traductions
- Avec Diallah Haidar traduction en anglais de l'auteur libyen Ashur Etwebi d'une anthologie sous le titre de  Poems from above the Hill: Selected Poems of Ashur Etwebi[8], éd. parlor Press,
- Avec Wayne de Fremery et Jeongrye Choi, traduction d'une anthologie des poèmes de la sud coréenne Jeongrye Choi Instances, éd. Parlor Press, 2011.

## Prix et distinctions
- 1994 : Bourse Guggenheim[9].
- 1994: Pulitzer Prize Nominee for Poetry,
- 1997 : National Book Critics Circle Award Nominee for Poetry
- 2005 : Prix William Carlos Williams,
- 2009 : Prix Los Angeles Times Book (poésie),
- 2014 : Prix International Griffin Poetry[10],

### Articles dans des encyclopédies et livres de référence
- (en-US) Thomas Riggs (dir.), Contemporary Poets, Detroit, Michigan, St. James Press, 28 septembre 2000, 1453 p. (ISBN 9781558623491, lire en ligne), p. 529-530,
- (en-US) Claudia Rankine & Juliana Spahr (dir.), American Women Poets In The 21st Century : Where Lyric Meets Language, Middletown, Connecticut, Wesleyan University Press, 13, 13 août 2002 (ISBN 9780819565464, lire en ligne), p. 267-307,
- (en-GB) Ian Hamilton (dir.), The Oxford Companion to Modern Poetry, Oxford, Royaume-Uni, Oxford University Press, 16 mai 2013, 719 p. (ISBN 9780199640256, lire en ligne), p. 265-266.

### Articles
- (en-US) Kevin Larimer, « An Interview With Poet Brenda Hillman », Poets&Writers,‎ 30 août 2001 (lire en ligne),
- (en-US) Louise Glück, « Letter to Brenda Hillman », Ploughshares, Vol. 12, No. 1/2,‎ 1986, p. 144-149 (6 pages) (lire en ligne ),
- (en-US) Sarah Rosenthal, « Our Very Greatest Human Thing Is Wild: Brenda Hillman in Conversation », sur Academy of American Poets, 2010,
- (en-US) Tony Hoagland, « Dear Metaphysical: The Poetry of Brenda Hillman », The American Poetry Review, Vol. 41, No. 5,‎ septembre - octobre 2012, p. 11-14 (4 pages) (lire en ligne ),
- (en-US) Phoebe Reeves, « An Interview with Brenda Hillman », sur Memorious, 2012,
- (en-US) Jennifer Phelps, « Mysticpoetics: Writing the alchemical self in Brenda Hillman's poetry », sur Jacket 2, 2013
- (en-US) Dean Rader, « What Poetry Can Do: Brenda Hillman & Geoffrey G. O'Brien », Huff Post,‎ 10 décembre 2013 (lire en ligne)
- (en-US) Gerald Maa, « “There is never anything without something else”: A Conversation with Brenda Hillman », sur Los Angeles Review of Books, 27 décembre 2013,